# Robert Budde
Robert Budde (født, 6. september 1966) er en canadisk forfatter. 
Han blev født i Minneapolis, Minnesotas i USA, men hans familie immigrerede til Canada i 1970. Han er professor ved University of Northern British Columbia.

### Digte
- Finding Fort George – 2007
- Catch as Catch – 1994
- traffick – 1997

### Romaner
- Misshapen – 1997
- The Dying Poem – 2002

### Noveller
- flicker – 2004

### Faglitteratur
- Muddy Water: Conversations with 11 Poets – 2003